# Evan and Jaron
Evan and Jaron sono un duo musicale di genere pop originario della Georgia, Stati Uniti, formatosi nel 1994 dall'unione artistica dei gemelli monozigoti Evan e Jaron Lowenstein.

## Storia
Hanno debuttato nel 1994 incidendo il primo album, dal vivo, Live at KaLo's Coffee House, pubblicato per la piccola etichetta Durable Phig Leaf.
Nel 1996 hanno realizzato un tour, sfociato in un secondo album indipendente e in una esibizione ai Giochi della XXVI Olimpiade di Atlanta. Durante questo loro tour sono stati notati da Jimmy Buffett, dell'etichetta Island, per la quale hanno pubblicato l'album We've Never Heard of You, Either, nella primavera del 1998.
Due anni dopo, dopo la pubblicazione del primo disco, è stato pubblicato un nuovo album per la Columbia, l'eponimo Evan and Jaron, dal quale è stato estratto il loro singolo di maggior successo, Crazy for This Girl. Con questa canzone, i due hanno riscosso un discreto successo nelle classifiche di Stati Uniti, Italia, Paesi Bassi e Nuova Zelanda.
Nel 2004 è stato pubblicato un nuovo album, Half Dozen, per la 12 Between Us.

## Discografia

### Album
- 1998 - We've Never Heard of You, Either
- 2000 - Evan and Jaron
- 2004 - Half Dozen

### Live
- 1995 - Live at KaLo's Coffee House

### Singoli
- 2000 - Crazy for This Girl
- 2001 - From My Head to My Heart
- 2001 - The Distance